# Municipio de Newport (Carolina del Norte)
El municipio de Newport (en inglés: Newport Township) es un municipio ubicado en el  condado de Carteret en el estado estadounidense de Carolina del Norte. En el año 2010 tenía una población de 9.974 habitantes.

## Geografía
El municipio de	Newport se encuentra ubicado en las coordenadas 34°47′25.58″N 76°53′13.79″O / 34.7904389, -76.8871639.